# Abu Muslim
Abū Muslim, nome completo ʿAbd al-Raḥmān ibn Muslim al-Khurāsānī (in arabo أبو مسلم عبد الرحمن بن مسلم الخراساني‎?, Abū Muslim ʿAbd al-Raḥmān b. Muslim al-Khurāsānī; 700 circa – 755), è stato un generale arabo o persiano.
Abū Muslim nacque forse nella città di Balkh del lontano Khorasan (moderno Afghanistan), ma crebbe in Iraq, a Kufa. Fu il primo generale abbaside, forse di origine persiana tagica, che avviò e condusse a termine la cosiddetta "rivoluzione abbaside" che portò al crollo della dinastia omayyade nel 750. Un'altra ipotesi lo vuole invece arabo della tribù dei Banū ʿIjl.

## Descrizione
Il suo sostegno alla causa abbaside fu dovuto prima all'incontro con l'Imam abbaside Ibrahim ibn Muhammad, avvenuto durante la sua prigionia per attività anti-omayyadi nel 741, e più tardi all'amicizia personale con Abu l-Abbas al-Saffah, futuro Califfo.
Con la morte del Califfo omayyade Hisham ibn 'Abd al-Malik nel 743, il mondo islamico si avviò a una guerra dinastica che divenne subito una guerra civile. Abū Muslim fu inviato dagli Abbasidi, prima a scopo propagandistico e poi come organizzatore a loro nome della macchina propagandistica (daʿwa) in favore del legittimismo dell'Ahl al-Bayt.
Nel dicembre del 747 (o gennaio 748) conquistò Merv, sconfiggendo il governatore omayyade Nasr ibn Sayyar e Shaybān al-Kharijī, un kharigita aspirante anch'egli al califfato.
Abū Muslim divenne governatore di fatto del Khurāsān e acquisì fama come generale nel tardo 740, sconfiggendo la ribellione dei contadini del Bihafarid e ricevendo il sostegno per questa impresa sia da musulmani sia da zoroastriani.
Nel 750 Abū Muslim divenne comandante dell'esercito abbaside che, sotto la guida di Qahtaba, sconfisse gli Omayyadi nella battaglia dello Zab, occupando Damasco (capitale del Califfato) e sconfiggendo l'ultimo califfo Marwan II che cadde a Busir nel 750. Il ruolo eroico nella "rivoluzione" e la sua abilità militare lo resero straordinariamente molto popolare.
Il califfo abbaside al-Mansur (754-775), fratello di Abū l-ʿAbbās e suo successore, temendone la crescente popolarità, lo fece uccidere. Quando lo zio del nuovo califfo, ʿAbd Allāh b. ʿAlī si ribellò, ad Abū Muslim fu assegnato il compito di contrastarlo ed egli, ancora una volta, si dimostrò il miglior sostegno della dinastia, sconfiggendo ʿAbd Allāh e consegnandolo a suo nipote che lo fece giustiziare. Abū Muslim, signore di fatto del Khurāsān, fu convocato nel 755 a corte ed egli, pur sospettando un complotto ai suoi danni, ubbidì.
Nell'incontro con al-Mansūr il califfo gli rinfacciò tutto ciò che Abū Muslim aveva fatto, accusandolo di tradimento. Abū Muslim, catturato da cinque guardie del Califfo, fu subito ucciso e il suo corpo, mutilato, fu gettato nel fiume Tigri.
Abū Muslim dopo la sua morte divenne una figura leggendaria in Khurāsān e nelle aree vicine per molti in Persia, e in suo nome sorse la confraternita della Abū Muslimiyya che lo idealizzò facendogli assumere tratti sovrumani di difensore degli oppressi.